# 舟遊びをする人々の昼食
『舟遊びをする人々の昼食』 (仏: Le déjeuner des canotiers ) は、フランスの印象派の画家ピエール＝オーギュスト・ルノワールによる絵画作品。『舟遊びの昼食』とも呼ばれる。
1882年の第7回印象派展に出品され、3人の批評家から最も優れた作品と認定された。
画商で後援者のポール・デュラン＝リュエルが作品を購入し、その息子から1923年にダンカン・フィリップスが125,000ドルで買い取った。
現在は、ワシントンD.C.のフィリップス・コレクションの所蔵である。
豊かな表現、流動的な筆遣い、明滅する光に優れた作品である。

## 描写
『舟遊びをする人々の昼食』は、人物、静物、風景が一つの作品の中に組み合わされており、フランスシャトゥーにあるセーヌ川畔のメゾン・フルネーズのテラスでくつろぐルノワールの友人らを描いている。
ルノワールの後援者のギュスターヴ・カイユボットは、右下部に着席している。
のちにルノワールの妻となるアリーヌ・シャリゴは、最も手前で子犬と遊んでいる。
テーブルの上には果物とワインが並んでいる。
手すりの斜線が画面を二つに区切る役目を果たしており、片側には人物でにぎわっている一方、もう片側はゆったりとした空間に、経営者の娘ルイーズ＝アルフォンシーヌ・フルネーズと、その兄弟のアルフォンス・フルネーズJrである。
この対照は有名になった。
作品中、ルノワールは多くの光を捉えた。
主な光はバルコニーの大きな開口部から差しており、そばに帽子とアンダーシャツの大きな男性がいる。
前景の男性2人のシャツとテーブルクロスはこの光を反射し、すべての構成に光を跳ね返す役割を果たしている。

### 主題の表現

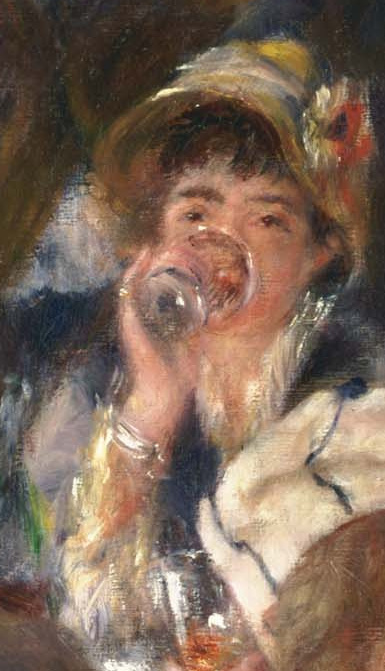
構成の中央でグラスの水を飲むエレーヌ・アンドレの部分

ルノワールはよく自分の絵に友人を登場させており、『舟遊びをする人々の昼食』においても何人かが特定されている。
モデルの特定は、1912年にユリウス・マイヤー＝グラーフェが取り組んだ。
人物は以下の通り:
- お針子のアリーヌ・シャリゴは犬を抱いて、構成の左下部付近に座っている。ルノワールはのちに彼女と結婚した。
- 裕福な歴史芸術愛好家で収集家であり、ガゼット・デ・ボザール誌の編集者のシャルル・エフルッシは、背景でシルクハットをかぶって描かれている。エフルッシと話している若い男は、茶色のコートと帽子を装っている。この人物はおそらく、個人秘書であり詩人、批評家でもあるジュール・ラフォルグだと思われる。
- 女優のエレーヌ・アンドレは、構成の中央でグラスの飲み物を飲んでいる。向かいに着席しているのは、ラウル・バルビエ男爵である。
- パーティーの参加者ながら周辺に位置取っているのは、経営者の娘ルイーズ＝アルフォンシーヌ・フルネーズと、その兄弟のアルフォンス・フルネーズJrである。二人とも伝統的な麦わら帽をかぶり、画面の左側に位置している。手すりにもたれて微笑んでいる女性がアルフォンシーヌ、画面最も左側にいるのがアルフォンスで、彼は貸しボートの責任者だった。
- 他に麦わら帽をかぶっているのは、ルノワールの親しい友人ウジェーヌ・ピエール・レトランゲズとポール・ロートである。ポール自身も画家である。ルノワールは画面右上に、彼らが女優のジャンヌ・サマリーと戯れる様子を描いた。
- 画面右手最前列にはギュスターヴ・カイユボットが、白い船乗りシャツを着て平らな麦わら帽をかぶり、逆向きの椅子に座っている。隣は女優のアンジェル・レゴとジャーナリストのアドリアン・マッジオロである。芸術家の後援者であり、画家でもあり、印象派の仲間内で重要人物だったカイユボットは、ボートに熱中しており、この主題で何枚かの絵を残している。

## 批評
1882年の第7回印象派展で、『舟遊びをする人々の昼食』は批評家に称賛され広く受け入れられた。
1882年3月10日、ポール・ド・シャリーは『Le Pays』に「新鮮で自由で、猥雑さを感じさせない」と書いた。
1882年3月11日、アルマンド・シルヴェストルは『La Vie Moderne』に次のように書いた。
「・・・ルノワールが描いた傑作のひとつで・・・少量の、たいへん非凡なデッサン ―本物のデッサン― は、色彩の配置の結果であって、線描ではない。『舟遊びをする人々の昼食』は、独自の芸術を打ち立てた芸術家たちの生み出した、最も美しい作品のひとつである。」
一方でフィガロ紙が1882年3月2日、「もしデッサンを学んでいだら、ルノワールはすばらしい絵を描けただろうに
」という、アルベール・ヴォルフのコメントを掲載している。

## ポップ・カルチャーへの影響
- 俳優のエドワード・G・ロビンソン (1893-1973) は次のように語ったといわれる。「30年以上の間、私はワシントン美術館に定期的に通い、毎日毎日何時間もこの素晴らしい傑作の前に立ち、この絵を盗み出す計画を立てていました[6]。
- ジャン＝ピエール・ジュネは、2001年の映画『アメリ』でこの絵を参照している。最も分かりやすいのは、映画の主人公アメリと、中央でグラスの飲み物を飲んでいる女優のエレーヌ・アンドレとの比較である。他の皆が一緒に楽しい時間を過ごしているのをよそに、カンヴァスの外を一見無関心に眺めているように見える。
- ジャン＝クロード・メジエールとピエール・クリスタンの長期連載漫画『ヴァレリアンとロレリーヌ』シリーズ第7巻『Sur les Terres Truquées』の最後のパネルに、この絵へのオマージュが良く現れている。
- ルノワールの創作の様子は、スーザン・ヴリーランドの2007年の小説『舟遊びをする人々の昼食』に描かれている。